# Hafenthal (Kempten)
Hafenthal ist ein Weiler der kreisfreien Stadt Kempten (Allgäu) in Bayern. Ab 1818 gehörte die frühere Einöde zum Siedlungsverband Sankt Mang. Dieser Siedlungsverband wurde 1972 wieder mit Kempten vereinigt.

## Geschichte
1621 wird ein Hofenthal schriftlich erwähnt, 1709 daraufhin ein Hoffenthal. Der Name Hafenthal erklärt sich daraus, dass früher von einem Anwesen für die Kemptener Hafnereien der Töpferlehm geliefert wurde. 1819 gab es in Hofenthal drei Anwesen mit 16 Bewohnern, die der Hauptmannschaft Leubas angehörten. 1900 blieb die Anzahl der Anwesen konstant, lediglich wohnten dort vier Menschen weniger als bei der Zählung von 1819. 1954 lebten in Hafenthal 14 Bewohner.